# Greenaspis decurvata
Greenaspis decurvata är en insektsart som först beskrevs av Green 1903.  Greenaspis decurvata ingår i släktet Greenaspis och familjen pansarsköldlöss. Inga underarter finns listade i Catalogue of Life.